# Andrew Coltart

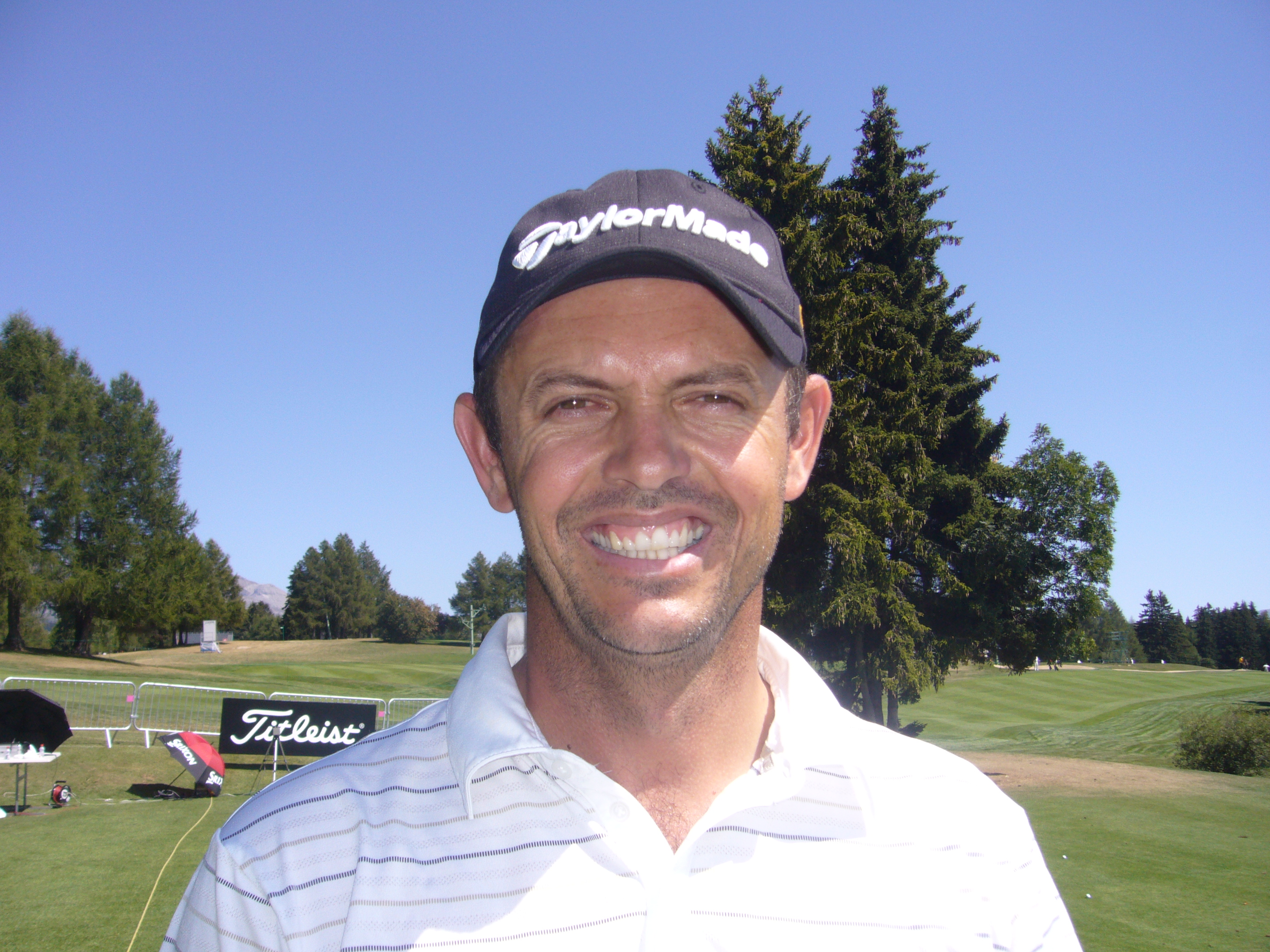
European Masters 2009 in Crans

Andrew John Coltart (Dumfries, 12 mei 1970 ) is een professioneel golfer uit Schotland.

## Amateur
Golf zat in de genen in Coltarts familie. Zijn grootvader was mede-oprichter van een golfclub en zelf werd hij al als lid opgegeven bij de Thornhill Golf Club voordat hij geboren was.

### Gewonnen
- 1987: Nationaal Strokeplay Kampioenschap Boys
- 1991: Nationaal Strokeplay Kampioenschap

### Teams
- Walker Cup: 1991

## Professional
Coltart werd in 1991 professional en speelt sinds 1993 op de Europese PGA Tour (ET). In 1997/1998 won hij bovendien de Order of Merit van de PGA Tour of Australasia (AAT). Op de Order of Merit van de Europese Tour eindigde hij tweemaal in de top 10 (1996 en 1998). 
Het jaar 2000 was zin topjaar waarin hij meer dan € 800.000 verdiende. Hij werd onder andere 2de bij de Brits PGA Kampioenschap op Wentworth en 3de bij de Benson & Hedges op The Belfry.
In 2008 moest hij voor het eerst weer naar de Tourschool, maar eindigde op de 12de plaats. In 2009 heeft hij twee top 10-plaatsen behaald, op het KLM Open werd hij 15de.

### Gewonnen
- 1994: Scottish Professional Championship (CT), Australian PGA Championship (AAT)
- 1997: Australian PGA Championship (AAT)
- 1998: Qatar Masters (ET)
- 2001: Great North Open  (ET)

### Teams
- Alfred Dunhill Cup (namens Schotland): 1995 (winnaars)
- Ryder Cup: 1999 (met wildcard van captain Mark James)

Coltart is getrouwd met  Emma, ze hebben drie dochters: Bonnie, Florence Elizabeth en Iona Rose. Coltarts zuster Laurae is in 1999 getrouwd met Lee Westwood.